# Namur
 Ovo je glavno značenje pojma Namur. Za druga značenja pogledajte Namur (razdvojba).
Namur (val.: Nameur, niz. Namen) je glavni grad belgijske regije Valonije, te pokrajine Namur. Grad se nalazi 63 km jugoistočno od Bruxellesa, 28 km istočno od Charleroia i 56 km zapadno od Liègea.
Namur se nalazi na ušću rijeka Sambre i Meuse, te dotiče tri prirodne regije: Hesbaye na sjeveru, Condroz na jugoistoku, te Entre-Sambre-et-Meuse na jugozapadu. Kao glavni grad Valonske regije, u njemu se nalazi regionalni parlament, vlada i valonska javna služba.

## Povijest
Za vrijeme Kelta, ovo je bilo važno trgovačko naselje u kojem su se spajali svi trgovački putevi preko Ardena. Nakon što je Julije Cezar porazio lokalno pleme Aduatuki, u ovom području prisutni su i Rimljani.
Namur je postao značajan tijekom ranog Srednjeg vijeka, kada su Merovinzi ovdje izgradili dvorac s pogledom na ušće dviju rijeka. U 10. stoljeću ovo područje postaje zasebna grofovija. Zbog činjenice da su lokalni grofovi bili vlasnici samo zemlje na sjevernoj obali rijeke Meuse, jer su južnu stranu držali biskupi iz Liègea, grad se nejednako razvijao. Naselje na južnoj obali postalo je grad Jambes koji je sad predgrađe Namura. Godine 1262., Namur postaje vlasništvo flandrijskih grofova, a 1421. kupuje ga burgundijski vojvoda Filip Dobri.
Nakon što Namur 1640-ih postaje dio Španjolske Nizozemske, gradska utvrda se znatno nadograđuje. Francuski kralj Luj XIV. napada i osvaja grad 1692., te ga pripaja Francuskoj. Njegov poznati vojni inženjer Vauban ponovno izgrađuje tvrđavu. Francuska vladavina nije dugo trajala, te već 1695. grad osvaja Vilim III. Oranski tijekom Rata Velike alijanse. Sporazumom iz 1709., pravo na vojnu prisutnost u gradu dobivaju Nizozemci, iako je kasnije Mirovnim ugovorom iz Utrechta 1713. bivša Španjolska Nizozemska pripala austrijskoj dinastiji Habsburg. Tako su gradom u to vrijeme vladali Austrijanci, a tvrđava je bila pod nizozemskom kontrolom.
Francuzi opet napadaju grad 1794., za vrijeme Revolucionarnih ratova, te pripajaju Namur i nameću represivnu vlast. Nakon poraza Napoleona 1815., Bečkim kongresom odlučeno je pripajanje teritorija današnje Belgije Ujedinjenom Kraljevstvu Nizozemske. Belgijskom revolucijom Belgija se 1830. odvaja od Nizozemske, a Namur i dalje ostaje vojni grad pod novom vlašću. Gradska utvrda ponovno je obnovljena 1887. godine.
Za vrijeme Prvog svjetskog rata Nijemci su žestoko napali grad jer se nalazi na njihovom vojnom put prema Francuskoj. Iako je gradska utvrda glasila za neprobojivu, pala je samo nakon tri dana. Grad je bio pod njemačkom okupacijom sve do kraja rata. U Drugom svjetskom ratu grad je također teško napadnut i prilično razoren.
Zbog središnjeg položaja u Valoniji, 1986. grad postaje prijestolnica Valonske regije. Ovaj novi status omogućio je revitalizaciju i izvođenje važnih radova u gradu, kao što je obnova središta grada, kolodvora itd.

## Zemljopis
Sam grad nalazi se na aluvijalnoj ravnici ušća rijeka Sambre i Meuse, na lijevoj obali rijeke Meuse. Sama rijeka Meuse kroz grad teče iz smjera juga u smjeru sjevera. Od spajanja općina 1977. godine, površina općine Namur je 17.538 hektara. Prosječna visina u gradu varira od 85 m u dolini rijeke Meuse, do 260 m u Marlagnei na jugu grada. U gradu vlada umjerena klima s utjecajem oceanske klime.
Područje općine sadrži mnoga naselja. Na sjeveru koji pokriva južni dio regije Hesbaye nalaze se naselja Belgrade, Champion i Bouge, te jednim dijelom u toje regiji su i Beez i Vedrin. Na istoku i na jugu nalazi se rub visoravni Condroz koji nije bio urbaniziran sve do druge polovice 20. stoljeća. Iako se naselja Jambes i Erpent nalaze na drugoj obali rijeke Meuse, te četvrti nisu bile dio grada sve do političke odluke o spajanju općina u 1970-ima. U dolini između rijeka nalaze se naselja Wépion, La Plante i Dave, a na uzvisini je Wépion. U aluvijalnom području su Flawinne, Salzinnes, Jambes. Općina ima i šumovitih područja na jugu i zapadu, blizu utvrde i naselja Wépion i Malonne.
Gradska naselja, tj. bivše općine spojene u današnju su: Namur, Beez, Belgrade, Boninne, Bouge, Champion, Cognelée, Daussoulx, Dave, Erpent, Flawinne, Gelbressée, Jambes, Lives-sur-Meuse, Loyers, Malonne, Marche-les-Dames, Naninne, Saint-Marc, Saint-Servais, Suarlée, Temploux, Vedrin, Wépion i Wierde.

## Politika
Grad Namur podijeljen je na 46 upravnih četvrti. Na čelu grada nalazi se gradonačelnik (bourgmestre). Namur je glavnim gradom Valonije postao 1986. godine. Na ušću dviju rijeka nalazi se Valonski parlament koje je smješten u bivšem hospiciju Saint-Gilles. Valonska vlada nalazi se u palači Élysette, na drugoj strani rijeke. Regionalna ministarstva nalaze se u samom mjestu Namuru i u Jambes gdje se nalazi više regionalnih institucija.

### Popis gradonačelnika od 1830. godine
| Gradonačelnik         | Mandat        | Stranka           |
| --------------------- | ------------- | ----------------- |
| Jean-Baptiste Brabant | 1830. – 1838. | katolička struja  |
| Charles Zoude         | 1839. – 1842. | katolička struja  |
| François Dufer        | 1842. – 1867. | -                 |
| Xavier Lelièvre       | 1867. – 1876. | katolička struja  |
| Émile Piret-Pauchet   | 1876. – 1879. | -                 |
| Émile Cuvelier        | 1879. – 1890. | -                 |
| Henri Lemaître        | 1891. – 1895. | -                 |
| Ernest Mélot          | 1895. – 1908. | Katolička stranka |
| Joseph Saintraint     | 1908. – 1911. | -                 |
| Arthur Procès         | 1912. – 1921. | -                 |
| Joseph Saintraint     | 1921. – 1924. | -                 |
| Fernand Golenvaux     | 1924. – 1931. | Katolička stranka |
| Louis Huart           | 1932. – 1963. | Katolička stranka |
| Fernand Pieltain      | 1964. – 1970. | Katolička stranka |
| Émile Lebrun          | 1971. – 1976. | Katolička stranka |
| Louis Namèche         | 1977. – 1982. | PSB               |
| Jean-Louis Close      | 1983. – 2000. | PS                |
| Bernard Anselme       | 2001. – 2006. | PS                |
| Jacques Étienne       | 2006. – 2012. | cdH               |

## Stanovništvo
Početkom 2007. u gradu je živjelo 107.653 stanovnika. Na prostoru okruga Namur ukupno živi 293.194 stanovnika (stanje 2006.).
Razvoj stanovništva od 1806.
- Izvor[1] : INS - Opaska: 1806. – 1970. = popisi stan.; od 1972. = stan. od 1. siječnja
- Komentari

- 1977. : spajanje općina

## Gospodarstvo
Namur je važno trgovačko i industrijsko središte, koje se nalazi u industrijski značajnoj dolini rijeka Sambre i Meuse. Proizvodnja se zasniva na strojarstvu, koži, metalnoj industriji te proizvodnji porculana. Grad je također i važno željezničko čvorište na pruzi Bruxelles-Luxembourg, te Lille i Liège. Kroz grad se odvija i riječni teretni promet na rijeci Meuse. Grad je poslovno značajan zbog velikog broja raznih institucija, škola i bolnica koje se u njemu nalaze zbog svog regionalnog statusa. Gospodarsku okosnicu ipak čine mala i srednja poduzeća. Najveći značaj ima tercijarni sektor (75 %), iako je i sekundarni sektor vrlo značajan, pogotovo na području poljoprivrede, građevine, staklarstva i sl.

## Promet
Namur se zbog svog položaja, prirodnih karakteristika i infrastrukture smatra strateški važnim prometnim čvorom.
U gradu se križaju dvije plovne rijeke (rijeka Sambre ulijeva se u rijeku Meuse). Rijeka Sambre vezana je kanalom s rijekom Escaut. Rijeka Meuse spaja riječno važne gradove Liège, Maastricht i Rotterdam, te je spojena s Rajnom.
U željezničkom prometu kroz grad prolaze pruge koje spajaju velike tuzemne i strane gradove, te Belgiju s Francuskom, Luksemburgom i Nizozemskom. Ovdje se nalazi i važan ranžirni kolodvor.
U gradu se nalazi petlja dvije autoceste, E411 koja spaja Bruxelles s Luksemburgom, te E42 koja spaja Tournai i Lille s Liègeom, Nizozemskom i Njemačkom. Od nacionalnih cesta ovdje prolaze N4 i N92.
U blizini grada su tri međunarodne zračne luke: Charleroi - Bruxelles Jug (30 km), Zaventem – Bruxelles National (45 km) i Liège – Bierset (40 km) specijaliziran za teretni promet.

## Sport
Od sportski klubova najpoznatiji su :

### Nogomet
- Union Royale Namur
- Entente Sportive Jamboise
- R. Arquet FC

### Košarka
- BC Namur-Capitale
- Union Royale Namur basket

### Bejzbol
- Namur Angels

### Vanjski sportovi
- Royal Hockey Club Namur (hokej na travi)
- Rugby Namur XV
- SMAC - Sambre et Meuse Athlétique Club (atletika)
- TC de la Citadelle (tenis)
- Club Alpin Belge Namur-Luxembourg  Arhivirana inačica izvorne stranice od 2. kolovoza 2015. (Wayback Machine) (planinarstvo)
- Ski Club Namur
- RCNSM (Royal Club Nautique de Sambre et Meuse)
- Automobile Club de Namur (organizator međunarodnog relija Valonije)

### Dvoranski sportovi
- Res Non Verba Volley Club Namur
- Namur Volley
- Taekwondo Namur
- Namur Olympic Club (plivanje)
- Planinarski klub Roc Évasion

## Poznate osobe
- Joseph André (1908. – 1973., svećenik)
- Evelyne Axell (1935. – 1972., slikar)
- Roger Bastin (1913. – 1986., arhitekt)
- Rémy Belvaux (redatelj)
- Lucas Belvaux (redatelj)
- Francy Boland (glazbenik)
- François Bovesse (1890. – 1944., političar)
- Cécile de France (glumica)
- Félix Godefroid (1818. – 1897., glazbenik)
- Jean Guillaume (jezikoslovac)
- Franz Kegeljan (1847. – 1921., slikar)
- Carlo Lambert (kipar)
- Nathalie Loriers (glazbenik)
- Benoît Mariage (redatelj)
- Albert Marinus (1886. – 1979.), folklorist.
- Henri Maus (1808. – 1893.), inženjer)
- Henri Michaux (1899. – 1984., pisac)
- Théo Mathy (novinar)
- Claude Piron (1931. – 2008., psiholog i esperantist)
- Benoît Poelvoorde (glumac)
- Félix Ravaisson (filozof)
- Félicien Rops (1833. – 1898., slikar)
- Félix Rousseau (1887. – 1981., povjesničar)
- Antoine Thomas (1644. – 1709., isusovac i znanstvenik)
- Charles Zoude (1794. – 1860., političar)
- Sébastien Zoude (1707. – 1779., izumitelj)
- Philippe De Riemaecker (pjesnik)
- Marie Warnant (pjevačica)
- Yves Heck (glumac)

## Vanjske poveznice
- (fr.) (nizoz.) (engl.) (njem.) Službene internet stranice grada Namura
- (fr.) (nizoz.) (engl.) Namur, glavni grad Valonije
- (fr.) (nizoz.) (engl.) (njem.) Službena turistička stranica